# Metepeira datona
Metepeira datona är en spindelart som beskrevs av Chamberlin och Ivie 1942. Metepeira datona ingår i släktet Metepeira och familjen hjulspindlar. Inga underarter finns listade i Catalogue of Life.